# Gabriela Braga Guimarães
Gabriela "Gabi" Braga Guimarães,   (nacida en Belo Horizonte,  Brasil 19 de mayo de 1994) es una jugadora de voleibol profesional brasileña.
Gabriela es miembro de la Selección femenina de voleibol de Brasil, su posición es punta.

## Carrera
Guimarães jugó con el equipo nacional brasileño, ganando el bronce en el Campeonato Mundial de 2014 tras derrotar a Italia 3-2 en el partido por el tercer puesto.
Durante el Campeonato Mundial de Clubes FIVB 2015, Guimarães jugó con el club brasileño Rexona Ades Rio y su equipo perdió el partido por la medalla de bronce ante el suizo Voléro Zürich. Ayudó a su equipo nacional a ganar la medalla de oro del Campeonato Sudamericano de 2015, donde fue galardonada como jugadora más valiosa y mejor punta.
Gabi compitió en dos Juegos Olímpicos, obteniendo una medalla de plata en Tokio 2020 y una medalla de bronce en París 2024.

## Clubes
- Mackenzie Esporte Clube (2009–2012)
- Río de Janeiro (2012–2018)
- Minas Tênis Clube (2018–2019)
- VakıfBank (2019–2024)
- Imoco Volley Conegliano (2024–)

## Premios

### Individuales
- Campeonato Sudamericano Sub-18 2010 - "Jugadora más valiosa"
- Campeonato Sudamericano Sub-18 2010 - "Mejor ataque"

### Clubes
- 2012–13 Superliga brasileña - Campeona, con Unilever Vôlei
- 2013–14 Superliga brasileña - Campeona, con Rexona-Ades
- 2014–15 Superliga brasileña - Campeona, con Rexona-Ades
- Superliga brasileña 2015–16 - Campeona, con Rexona-Ades
- 2016–17 Superliga brasileña - Campeona, con Rexona-
- Superliga brasileña 2017–18 - Subcampeón, con SESC Rio
- 2018-19 Superliga brasileña - Campeona, con Itambé Minas
- Campeonato Sudamericano de Clubes 2013 - Campeón, con Unilever Vôlei
- Campeonato Sudamericano de Clubes 2015 - Campeón, con Rexona-Ades
- Campeonato Sudamericano de Clubes 2016 - Campeón, con Rexona-Ades
- Campeonato Sudamericano de Clubes 2017 - Campeón, con Rexona-SESC
- Campeonato Sudamericano de Clubes 2018 - Subcampeón, con SESC Rio
- Campeonato Sudamericano de Clubes 2019 - Campeón, con Itambé Minas
- Campeonato Mundial de Clubes de la FIVB de 2013 - Subcampeón, con Rexona-Ades
- Campeonato Mundial de Clubes de la FIVB de 2017 - Subcampeón, con Rexona-SESC
- Campeonato Mundial de Clubes de la FIVB de 2018 - Subcampeón, con Itambé Minas
- Campeonato Mundial de Clubes de la FIVB de 2019 - Medalla de bronce, con VakıfBank